# Kanadische Fußballnationalmannschaft
Die kanadische Fußballnationalmannschaft repräsentiert die Canadian Soccer Association (CSA) als Auswahlmannschaft auf internationaler Ebene bei Spielen gegen Mannschaften anderer nationaler Verbände. Nach 1986 nahm sie 2022 zum zweiten Mal an einer Fußball-Weltmeisterschaft teil.

## Geschichte
Das erste Länderspiel bestritten die Kanadier am 28. November 1885 gegen die USA in Newark (New Jersey). Es wurde mit 1:0 gewonnen und ist als inoffizielles Spiel zu werten. Am 19. September 1888 spielte eine kanadische Mannschaft in Schottland und verlor 0:4. Das erste offizielle Spiel fand am 7. Juni 1924 in Brisbane, Australien gegen die Nationalmannschaft Australiens statt. Die Kanadier verloren dieses mit 3:2.
International haben die kanadischen Fußballer bis heute nur wenige Erfolge zu verzeichnen. Den ersten Auftritt bei einer Fußball-Weltmeisterschaft hatte das kanadische Nationalteam 1986 in Mexiko, wobei man jedoch nach Spielen gegen Frankreich (0:1), Ungarn (0:2) und die UdSSR (0:2) ohne Punkt- und Torerfolg bereits in der Vorrunde ausschied. Bei der zweiten WM-Teilnahme 2022 in Katar schied Kanada zwar erneut in der Vorrunde aus, allerdings gelang es Alphonso Davies, für die kanadische Nationalmannschaft das erste WM-Tor zu erzielen.
Den neben der Qualifikation zu den Fußball-Weltmeisterschaften 1986 und 2022 größten Erfolg feierte Kanada mit dem überraschenden Gewinn des CONCACAF Gold Cup im Jahr 2000. Seitdem erreichte man noch dreimal (2002, 2007 und 2021) das Halbfinale. Im Jahre 1985 konnte die Nationalmannschaft bereits die CONCACAF Championship, den Vorläufer des Gold Cups, gewinnen.
Mediale Aufmerksamkeit erregte außerdem ein Spielerstreik wenige Monate vor der WM 2022, für die Kanada zu diesem Zeitpunkt schon qualifiziert war. Aufgrund des Ausstandes wurde u. a. ein Testspiel gegen Panama abgesagt.

## Stadion
Das Nationalstadion der Kanadier ist das National Soccer Stadium in Toronto, Ontario, das als BMO Field bekannt ist, wenn der kanadische Major-League-Soccer-Vertreter Toronto FC dort spielt. Frühere Nationalstadien oder Ausweichorte sind u. a. das Swangard Stadium in Burnaby, British Columbia, das Commonwealth Stadium in Edmonton, Alberta und das Complexe sportif Claude-Robillard in Montreal, Québec.

## Turniere

### Teilnahmen an den Olympischen Spielen
| 1900              | nicht teilgenommen |
| 1904 in St. Louis | Olympiasieger      |

Nach 1904 hat die A-Nationalmannschaft nicht mehr an den Olympischen Spielen und den Qualifikationsspielen dazu teilgenommen. 1976 nahm Kanada als Ausrichter mit einer Olympiamannschaft teil, scheiterte aber in der Vorrunde. 1984 erreichte die kanadische Olympiamannschaft das Viertelfinale, in dem sie gegen die Brasilianische Olympiamannschaft im Elfmeterschießen verlor.

### Teilnahmen an Fußball-Weltmeisterschaften
Obwohl Kanada bereits seit 1913 FIFA-Mitglied ist, nahm die Mannschaft erstmals an der Qualifikation für die WM 1958, dann wieder bis 1966 nicht, aber seitdem an allen Qualifikationen teil. Sie konnte sich aber erst einmal für eine Endrunde qualifizieren. Dort wurden alle Spiele verloren. In der ewigen Tabelle der WM-Endrundenteilnehmer belegt Kanada den 71. Platz und konnte wie vier andere Mannschaften noch kein WM-Tor erzielen.
| Jahr | Gastgeberland     | Teilnahme bis …    | Letzte(r) Gegner           | Ergebnis | Trainer      | Bemerkungen und Besonderheiten |
| ---- | ----------------- | ------------------ | -------------------------- | -------- | ------------ | --- |
| 1930 | Uruguay           | nicht teilgenommen |                            |          |              | |
| 1934 | Italien           | nicht teilgenommen |                            |          |              | |
| 1938 | Frankreich        | nicht teilgenommen |                            |          |              | |
| 1950 | Brasilien         | nicht teilgenommen |                            |          |              | |
| 1954 | Schweiz           | nicht teilgenommen |                            |          |              | |
| 1958 | Schweden          | nicht qualifiziert |                            |          |              | |
| 1962 | Chile             | nicht teilgenommen |                            |          |              | |
| 1966 | England           | nicht teilgenommen |                            |          |              | |
| 1970 | Mexiko            | nicht qualifiziert |                            |          |              | In der Qualifikation in der 1. Runde an den USA gescheitert, die sich ebenfalls nicht qualifizieren konnten. |
| 1974 | Deutschland       | nicht qualifiziert |                            |          |              | In der Qualifikation in der 1. Runde an den Mexiko gescheitert, das sich ebenfalls nicht qualifizieren konnte. |
| 1978 | Argentinien       | nicht qualifiziert |                            |          |              | In der Qualifikation in der 2. Runde wieder an Mexiko gescheitert. |
| 1982 | Spanien           | nicht qualifiziert |                            |          |              | In der Qualifikation im Finalturnier als Gruppendritter an El Salvador und Honduras gescheitert. |
| 1986 | Mexiko            | Vorrunde           | Frankreich, Ungarn, UdSSR  | 24.      | Tony Waiters | Nach drei Niederlagen als Gruppenletzter ausgeschieden. |
| 1990 | Italien           | nicht qualifiziert |                            |          |              | In der Qualifikation in der Vorausscheidungsrunde an Guatemala gescheitert, das sich ebenfalls nicht qualifizieren konnte. |
| 1994 | USA               | nicht qualifiziert |                            |          |              | In der Qualifikation in der interkontinentalen Qualifikation in der ersten Runde an Australien nach Elfmeterschießen gescheitert. Australien verlor dann in der 2. Runde gegen Argentinien. |
| 1998 | Frankreich        | nicht qualifiziert |                            |          |              | In der Qualifikation in der Finalrunde als Gruppenletzter von sechs Teilnehmern gescheitert. |
| 2002 | Südkorea/Japan    | nicht qualifiziert |                            |          |              | In der Qualifikation in der Zwischenrunde an Trinidad und Tobago und Mexiko gescheitert, von denen sich Trinidad und Tobago ebenfalls nicht qualifizieren konnte. |
| 2006 | Deutschland       | nicht qualifiziert |                            |          |              | In der Qualifikation in der 3. Runde an Costa Rica und Guatemala gescheitert, das sich ebenfalls nicht qualifizieren konnte. |
| 2010 | Südafrika         | nicht qualifiziert |                            |          |              | In der Qualifikation in der 3. Runde an Honduras und Mexiko gescheitert. |
| 2014 | Brasilien         | nicht qualifiziert |                            |          |              | In der Qualifikation scheiterte Kanada in der 3. Runde an Honduras und Panama. |
| 2018 | Russland          | nicht qualifiziert |                            |          |              | In der Qualifikation in der 4. Runde an Mexiko und Honduras gescheitert. |
| 2022 | Katar             | Vorrunde           | Belgien, Kroatien, Marokko | 31.      | John Herdman | In der Qualifikation traf Kanada in der ersten Runde auf Aruba, Bermuda, die Cayman Islands und Suriname. Die Mannschaft wurde mit vier Siegen Gruppensieger und qualifizierte sich somit für die zweite Runde. In der zweiten Runde traf die Mannschaft auf Haiti; nach zwei Siegen qualifizierte sich die Mannschaft für die dritte Runde. In der Vorrunde der WM nach drei Niederlagen als Gruppenletzter ausgeschieden. |
| 2026 | Kanada/Mexiko/USA | qualifiziert       |                            |          |              | Als Co-Gastgeber automatisch qualifiziert. |

### Teilnahmen am CONCACAF Gold-Cup
bis 1991 als CONCACAF Championship
- 1963 – 73 – nicht teilgenommen
- 1975 – nicht ausgetragen
- 1977 – 4. Platz
- 1981 – 4. Platz
- 1985 – Sieger
- 1989 – nicht teilgenommen
- 1991 – Vorrunde
- 1993 – Vorrunde
- 1996 – Vorrunde
- 1998 – zurückgezogen nach Qualifikation
- 2000 – Sieger
- 2002 – Dritter
- 2003 – Vorrunde
- 2005 – Vorrunde
- 2007 – Halbfinale
- 2009 – Viertelfinale
- 2011 – Vorrunde
- 2013 – Vorrunde
- 2015 – Vorrunde
- 2017 – Viertelfinale
- 2019 – Viertelfinale
- 2021 – Halbfinale
- 2023 – Viertelfinale
- 2025 – Qualifiziert

### Teilnahme an der Copa América
Nationalmannschaften der CONCACAF nehmen regelmäßig als Gastmannschaften an der Copa América, dem Kontinental-Turnier der CONMEBOL, teil. Für das Turnier im Jahr 2024 hatte sich die kanadische Nationalmannschaft durch einen Play-off-Sieg über Trinidad und Tobago zum ersten Mal qualifiziert. Das Erreichen des Halbfinales wurde trotz der abschließenden Niederlage nach Elfmeterschießen gegen Uruguay im Spiel um Platz drei als größter internationaler Erfolg der kanadischen Nationalmannschaft seit dem Gewinn des Gold Cups im Jahr 2000 gewertet.
- 2024 – 4. Platz

### CONCACAF Nations League
- 2019–21: Liga A1, 2. Platz der Gruppe
- 2022/23: Finale, 2. Platz
- 2023/24: Viertelfinale
- 2024/25: 3. Platz

## Kader
Für den Kader bei der Copa América 2024, siehe:

## Rekorde
(Stand 14. Juli 2013)
Die meisten Spiele bestritt Kanada gegen die USA (32) und Mexiko (29). Die erfolgreichste Bilanz gegen ein anderes Land mit mehr als einem Spiel besitzt Kanada gegenüber Trinidad und Tobago (7 Siege, 2 Unentschieden, 2 Niederlagen). Die meisten Siege errang Kanada gegen die USA (8 aus 32 Spielen), die meisten Niederlagen erlitten die Kanadier gegen Mexiko (17 aus 29 Spielen). Gegen die USA gab es auch die meisten Unentschieden (11 aus 32 Spielen).
Insgesamt bestritt Kanada bis zum 14. Juli 2013 327 Spiele, errang 113 Siege, 74 Unentschieden und erzielte 362 Tore. Die Gegner Kanadas gewannen 140 Spiele und schossen 465 Tore.

## Bilanz gegen deutschsprachige Länder
|    | Datum             | Ort              | Heimmannschaft | Resultat | Gastmannschaft |
| -- | ----------------- | ---------------- | -------------- | -------- | -------------- |
| 1. | 7. Oktober 1973   | Luxemburg        | Luxemburg      | 0:2      | Kanada         |
| 2. | 9. Oktober 1974   | Frankfurt (Oder) | DDR            | 2:0      | Kanada         |
| 3. | 29. Juli 1975     | Toronto          | Kanada         | 0:3      | DDR            |
| 4. | 31. Juli 1975     | Ottawa           | Kanada         | 1:7      | DDR            |
| 5. | 8. Juni 1994      | Toronto          | Kanada         | 0:2      | Deutschland    |
| 6. | 15. Mai 2002      | St. Gallen       | Schweiz        | 1:3      | Kanada         |
| 7. | 1. Juni 2003      | Wolfsburg        | Deutschland    | 4:1      | Kanada         |
| 8. | 16. November 2005 | Hesperingen      | Luxemburg      | 0:1      | Kanada         |
| 9. | 1. März 2006      | Wien             | Österreich     | 0:2      | Kanada         |

Bisher gab es keine Begegnungen gegen Liechtenstein.

## Trainer
| Name                    | Nat                        | Von            | bis            |
| ----------------------- | -------------------------- | -------------- | -------------- |
| Don Petrie              | Kanada                     | 1957           | 1968           |
| Peter Dinsdale          | England                    | 1968           | 1970           |
| Frank Pike              | Kanada                     | 1970           | 1973           |
| Bill McAllister         |                            | 1973           |                |
| Eckhard Krautzun        | Deutschland Bundesrepublik | 1973           | 1975           |
| Bill McAllister         |                            | 1975           | 1975           |
| Eckhard Krautzun        | Deutschland Bundesrepublik | 1975           | 1977           |
| Barrie Clarke           |                            | 1979           |                |
| Tony Waiters            | England                    | 1981           | 1986           |
| Bob Bearpark            | England                    | 1986           | 1987           |
| Tony Taylor             | Schottland                 | 1988           |                |
| Bob Lenarduzzi          | Kanada                     | 1989           | 1990           |
| Tony Waiters            | England                    | 1990           | 1991           |
| Bob Lenarduzzi          | Kanada                     | 1992           | 1997           |
| Bruce Twamley (interim) | Kanada                     | 1998           | 1998           |
| Holger Osieck           | Deutschland                | 1999           | 2003           |
| Colin Miller (interim)  | Kanada                     | Frühjahr 2003  | Frühjahr 2003  |
| Frank Yallop            | Kanada                     | 2004           | Juni 2006      |
| Stephen Hart (interim)  | Trinidad und Tobago        | Juli 2006      | Juni 2007      |
| Dale Mitchell           | Kanada                     | Juni 2007      | März 2009      |
| Stephen Hart (interim)  | Trinidad und Tobago        | April 2009     | Dezember 2009  |
| Stephen Hart            | Trinidad und Tobago        | Dezember 2009  | Oktober 2012   |
| Tony Fonseca            | Kanada Portugal            | Oktober 2012   | Dezember 2012  |
| Colin Miller            | Kanada Schottland          | Januar 2013    | Juli 2013      |
| Benito Floro            | Spanien                    | August 2013    | September 2016 |
| Michael Findlay         | Kanada                     | September 2016 | März 2017      |
| Octavio Zambrano        | Ecuador                    | März 2017      | Januar 2018    |
| John Herdman            | England                    | Januar 2018    | August 2023    |
| Mauro Biello (interim)  | Kanada                     | September 2023 | Mai 2024       |
| Jesse Marsch            | Vereinigte Staaten         | Mai 2024       |                |

## Rekordspieler
Stand: 19. November 2024, Quelle: rsssf.org und canadasoccer.com
| Rekordspieler | Rekordspieler     | Rekordspieler | Rekordspieler |
| Spiele        | Spieler           | Zeitraum      | Tore          |
| ------------- | ----------------- | ------------- | ------------- |
| 105 (104/102) | Atiba Hutchinson  | 2003–2023     | 9             |
| 89            | Julian de Guzmán  | 2002–2017     | 4             |
| 84            | Paul Stalteri     | 1997–2010     | 7             |
| 82            | Jonathan Osorio   | 2013–         | 10            |
| 82            | Randy Samuel      | 1983–1997     | 0             |
| 81            | Dwayne De Rosario | 1998–2015     | 22            |
| 80            | Milan Borjan      | 2011–         | 0             |
| 77            | Cyle Larin        | 2014–         | 30            |
| 77            | Mark Watson       | 1991–2004     | 3             |
| 68            | Samuel Piette     | 2012–         | 0             |
| 66            | Lyndon Hooper     | 1986–1997     | 3             |
| 65            | Alex Bunbury      | 1986–1997     | 16            |
| 65            | Junior Hoilett    | 2015–         | 16            |
| 63            | Kevin McKenna     | 2000–2012     | 10            |
| 61            | Nick Dasovic      | 1992–2004     | 2             |
| 61            | Colin Miller      | 1983–1997     | 5             |
| 61            | Tosaint Ricketts  | 2011–2020     | 17            |
| 61            | Mike Sweeney      | 1980–1993     | 1             |

| Rekordtorschützen | Rekordtorschützen | Rekordtorschützen | Rekordtorschützen |
| Tore              | Spieler           | Zeitraum          | Spiele            |
| ----------------- | ----------------- | ----------------- | ----------------- |
| 31                | Jonathan David    | 2018–             | 59                |
| 30                | Cyle Larin        | 2014–             | 77                |
| 22                | Dwayne De Rosario | 1998–2015         | 81                |
| 19                | John Catliff      | 1984–1994         | 43                |
| 19                | Dale Mitchell     | 1980–1993         | 55                |
| 18                | Lucas Cavallini   | 2012–             | 40                |
| 17                | Tosaint Ricketts  | 2011–             | 61                |
| 16                | Alex Bunbury      | 1986–1997         | 65                |
| 16                | Junior Hoilett    | 2015–             | 65                |
| 15                | Ali Gerba         | 2005–2011         | 30                |
| 14                | Alphonso Davies   | 2017–             | 56                |
| 11                | Carlo Corazzin    | 1994–2004         | 59                |
| 11                | Igor Vrablić      | 1984–1986         | 35                |